# Вранпоток (Горажде)
Вранпоток је насељено мјесто у граду Горажду, Босна и Херцеговина.

## Становништво
|             | 2013.       | 1991.        | 1981.        | 1971.        |
| Укупно      | 30 (100,0%) | 93 (100,0%)  | 96 (100,0%)  | 87 (100,0%)  |
| Бошњаци     | 29 (96,67%) | 91 (97,85%)1 | 96 (100,0%)1 | 87 (100,0%)1 |
| Неизјашњени | 1 (3,333%)  | –            | –            | –            |
| Југословени | –           | 2 (2,151%)   | –            | –            |

1. 1 На пописима од 1971. до 1991. Бошњаци су пописивани углавном као Муслимани.